# Хутор Островского
Остро́вского — хутор в Аксайском районе Ростовской области.
Входит в состав Истоминского сельского поселения.  

## География
Хутор находится на границе с Кагальницким районом, на расстоянии 20 км (по автодорогам) к юго-востоку от города Аксай, административного центра района.

## Население
| 1989 | 2002  | 2010  |
| ---- | ----- | ----- |
| 999  | ↗1355 | ↘1175 |

## Улицы
| - пер. Абрикосовый, - ул. Гагарина, - ул. Кирова, - ул. Конечная, - ул. Крестьянская, - ул. Молодёжная, | - ул. Новая, - ул. Новостроек, - ул. Ноябрьская, - ул. Политехническая, - пер. Пушкина, - ул. Пушкина, | - пер. Северный, - пер. Седова, - ул. Седова, - ул. Советская, - ул. Степная, - ул. Южная. |

## Достопримечательности
На хуторе находится Церковь Серафима Саровского.